# Manfred Döring
Manfred Döring, nemški policist in general, * 18. november 1932, † 25. december 2023.
Döring je bil med letoma 1987 in 1990 poveljnik Wachregiment »Feliks E. Dzierzynski«.